# L'Auditori

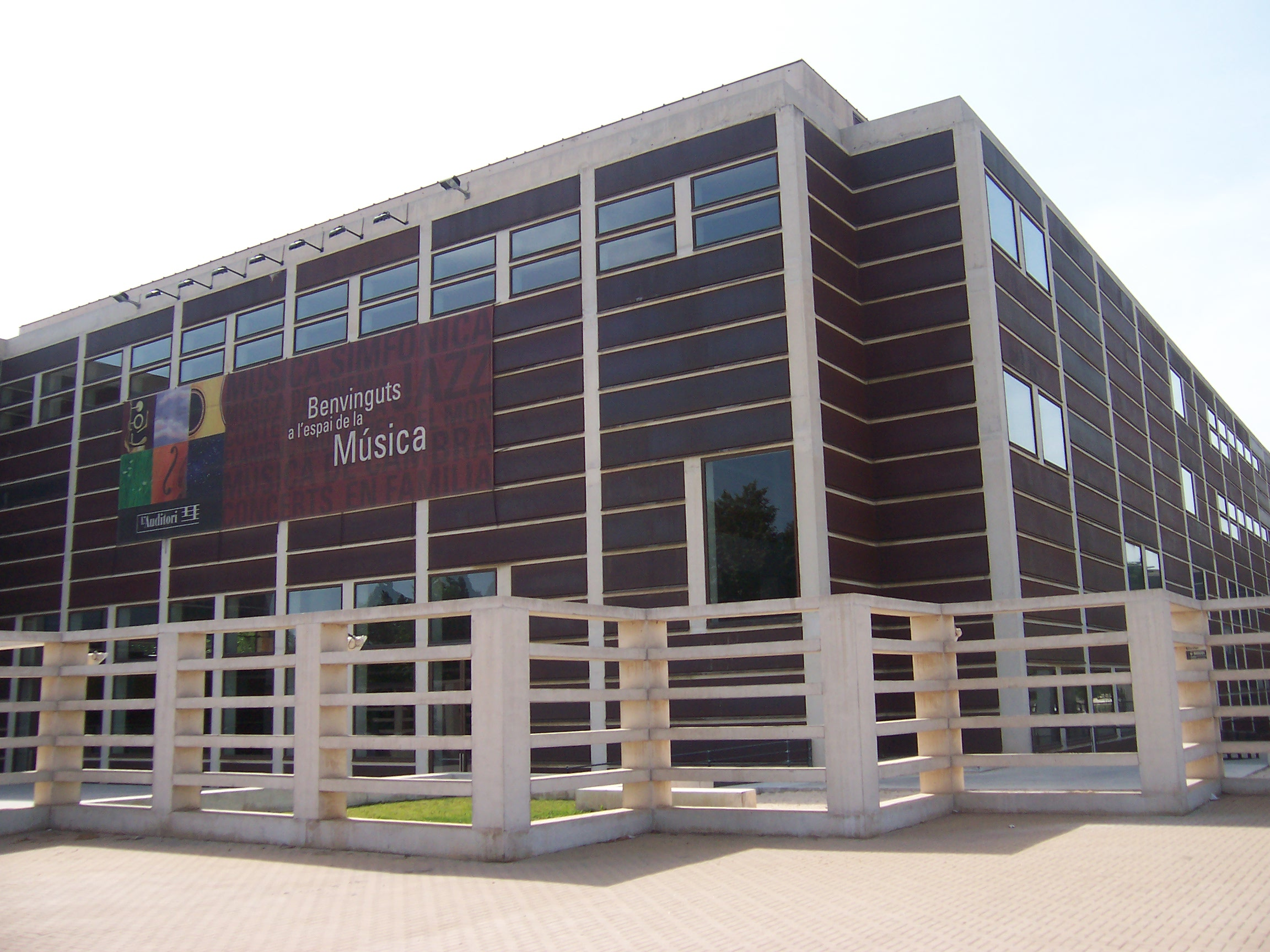
L'Auditori.

L'Auditori är ett modernt konserthus i Barcelona (Katalonien, Spanien). Den 42 000 kvadratmeter stora byggnaden ritades av arkitekten Rafael Moneo och invigdes 22 mars 1999. Byggnaden är belägen vid Plaça de les Glòries i centrum av staden, där tre av Barcelonas huvudgator – Diagonal, Gran Via och Meridiana) – möts. L'Auditori ligger inte långt från Teatre Nacional de Catalunya, invigd 1996 och även den en del av Barcelonas stadsförnyelse vid denna tid.
L'Auditori innehåller flera olika konsertsalar. Dessa inkluderar Sala Pau Casals (2 340 platser), Sala Oriol Martorell (600 platser) och Sala 3 Tete Montoliu  (400 platser). I den centrala foajén har hängts upp en monumental kubisk ljuskrona, dekorerad med måleriskisser av Pablo Palazuelo.
I byggnadskomplexet har flera olika lokala och regionala institutioner säte. Förutom Orquestra Simfònica de Barcelona (Barcelonas symfoniorkester) är det Escola Superior de Música de Catalunya (Kataloniens musikhögskola) och Museu de la Música de Barcelona (Barcelonas musikmuseum).